# Нагорное (Ряжский район)
Нагорное — село в Ряжском районе Рязанской области, входит в состав Журавинского сельского поселения. 

## География
Село расположено на берегу реки Ранова в 9 км на север от центра поселения села Журавинка и в 12 км на запад от райцентра Ряжск.

## История
Нагорное, до построения в нем отдельной церкви, в качестве деревни принадлежало к селу Журавинка. Каменная Константино-Еленинская церковь с колокольней села Нагорного построена в 1868 году тщанием бывшего священника Василия Ильича Грацианского с прихожанами. Престолов было три: главный – во имя св. равноапостольных царей Константина и Елены, в трапезной – во имя св. Николая чудотворца, слева – во имя Божией Матери Боголюбовской, трапезная теплая.
В XIX — начале XX века село входило в состав Фофоновской волости Ряжского уезда Рязанской губернии. В 1906 году в селе было 130 дворов.
С 1929 года село являлось центром Нагорновского сельсовета Ряжского района Рязанского округа Московской области, с 1937 года — в составе Рязанской области, с 2005 года — в составе Журавинского сельского поселения.

## Население
| 1859 | 1897 | 1906 | 2010 |
| ---- | ---- | ---- | ---- |
| 1191 | ↘879 | ↗907 | ↘71  |

## Достопримечательности
В селе располагается недействующая Константино-Еленовская церковь (1868).